# 2021-es WEC-szezon
| Bajnokok  | Bajnokok               | Bajnokok                                        |
| Kategória | Csapat                 | Versenyzők                                      |
| --------- | ---------------------- | ----------------------------------------------- |
| LMH       | #7 Toyota Gazoo Racing | Mike Conway Kobajasi Kamui José María López     |
| LMP2      | #31 Team WRT           | Robin Frijns Habsburg Ferdinánd Charles Milesi  |
| LMGTE Pro | #51 AF Corse           | James Calado Alessandro Pier Guidi              |
| LMGTE Am  | #83 AF Corse           | Nicklas Nielsen François Perrodo Alessio Rovera |

A 2021-es FIA World Endurance Championship szezon a széria történetének 9. szezonja volt. Nemzetközi Automobil Szövetség (FIA) és a Automobile Club de l'Ouest (ACO) közös szervezésével került megrendezésre. A sorozatban a 2021-es évtől már nem Le Mans Prototype típusú autók, hanem a modernebb Le Mans Hypercar szerepelt.
Továbbra is megmaradtak az utcai autókból átalakított, GT versenyautók (LMGTE Pro, LMGTE Am).
Az új csúcskategória első évét a #7-es gyári Toyota Gazoo Racing triója nyerte meg, csakúgy mint a Le Mans-i 24 órást is. Az LMP2-ben az újonc #31-es Team WRT győzedelmeskedett, a GTE Pro géposztály legjobbja a #51-es AF Corse Ferrari lett, míg az Amatőrök között is egy Ferrari diadalmaskodott, a #83-as AF Corse.
Az évad végeztével két meghatározó versenyző távozott a mezőnyből. Nakadzsima Kazuki bejelentette nemzetközi pályafutásának a végét és 2022-től maximum a hazai bajnokságokban indult, míg Anthony Davidson befejezte a profi karrierjét.

## Versenynaptár
A naptárat 2019 decemberében hozták nyilvánosságra, azonban a koronavírus-járvány miatt a 2019–20-as kiírás eltolódott egészen októberig, ezért nem télen, hanem tavasszal indult a 2021-es évad, ami csak egy évet foglal magában. A módosított kalendáriumot a 2020-as Le Mans-i 24 órás során leplezték le 8 fordulóval. Kikerült Silverstone, Shanghaj és a Lon Star Le Mans is, valamint bekerült Monza.
Eredetileg a Sebringi 12 órás lett volna az első forduló, azonban az USA-ban a magas koronavírus-fertőzések és a szigorítások hatására törölték, ahogy a Fuji 6 órást is a Japánba történő beutazási korlátok miatt. A 2021-es Le Mans-i 24 órásra június 12. és 13. között került volna sor, de később augusztus 21–22-re módosították, hogy nagyobb eséllyel legyenek nézők a helyszínen.
| Forduló             | Verseny                       | Pálya                         | Helyszín                           | Dátum                  |
| ------------------- | ----------------------------- | ----------------------------- | ---------------------------------- | ---------------------- |
| 1                   | Spái 6 órás verseny           | Circuit de Spa-Francorchamps  | Spa, Belgium                       | 2021. május 1.         |
| 2                   | Portimão-i 8 órás verseny     | Algarve International Circuit | Portimão, Algarve, Portugália      | 2021. június 13.       |
| 3                   | Monzai 6 órás verseny         | Autodromo Nazionale di Monza  | Monza, Olaszország                 | 2021. július 18.       |
| 4                   | Le Mans-i 24 órás autóverseny | Circuit de la Sarthe          | Le Mans, Franciaország             | 2021. augusztus 21–22. |
| 5                   | Bahreini 6 órás verseny       | Bahrain International Circuit | Szahír, Bahrein                    | 2021. október 30.      |
| 6                   | Bahreini 8 órás verseny       | Bahrain International Circuit | Szahír, Bahrein                    | 2021. november 6.      |
| Törölt versenyek    |                               |                               |                                    |                        |
|                     | Sebringi 12 órás autóverseny  | Sebring International Raceway | Sebring, Florida, Egyesült Államok | 2021. március 19.      |
| Fuji 6 órás verseny | Fuji Speedway                 | Oyama, Japán                  | 2021. szeptember 26.               |                        |

## Szabályváltozások
A bajnokság 2021-re bevezette a Le Mans Hypercar (LMH) kategóriát a Le Mans Prototype 1 (LMP1) helyett. A gyártók nagyobb szabadságot kapnak a tervezésben, homologizációs követelmények nélkül, de utcai autó átalakított verziójának kell lennie a versenykonstrukciónak. Továbbá két év alatt az adott gyártónak, minimum 20 utcai modellt kell elkészítenie. A kocsik minimális súlya 1030 kg lehet, teljesítményük pedig maximum 680 lóerő, így közel 30 másodperccel jobb időt érhetnek el a Circuit de la Sarthe-n. A hybrid energia visszanyerő rendszerek használata csak az első tengelyeken érvényesek. A GTE osztályban használt Balance of Performance (BoP) súlykiegyenlítő szabályt ezentúl a LMH és az LMP2 kategóriára is vonatkozni fog, hogy közelebb hozzák teljesítményben a két osztályt. Az LMP2 teljesítményét 40 lóerővel csökkentették, 560-ra, aminek szintén a teljesítmény kiegyenlítés volt a fő cél. 2021-től a szabályok szerint az LMP2 kizárólag a Goodyear által gyártott gumiabroncsokat használhatja, véget vetve a Goodyear és a Michelin közötti "háborúnak".

## Csapatok és versenyzők
A Toyota az új szabályokra reagálva 2021-től a GR010 Hybrid modellel áll rajthoz. Az új konstrukciót 2021. január 15-én leplezték le. 2020 júniusában a Scuderia Cameron Glickenhaus bejelentette indulási szándékát a Glickenhaus 007 LMH-val. Az autót a többszörös Le Mans-győztes Joest Racing szakembereivel együtt fejlesztették ki. Az osztrák ByKolles Racing Team visszatért volna a mezőnybe 2018 után, de végül nem kerültek fel az előzetes nevezési listára. Az Aston Martin kezdetekben indulni készült az új kategóriában egy Valkyrie-val, azonban később bejelentették, hogy elnapolják a programot és LMGTE Pro-ból is kiszálltak. A Rebellion Racing közleményben tudatta, hogy a 2019–20-as évad befejeztével kiszállnak a bajnokságból. Az Signatech Alpine az Elf Matmuttal közreműködve a Rebellion-tól megvásárolt és átfejlesztett Rebellion R13-al indul. A francia Peugeot gyári alakulatként visszatért 2022-től.
| LMH                 | LMH                 | LMH                        | LMH                | LMH     | LMH               | LMH               | LMH     |
| Csapat              | Autó                | Motor                      | Hybrid             | Abroncs | #                 | Versenyzők        | Forduló |
| ------------------- | ------------------- | -------------------------- | ------------------ | ------- | ----------------- | ----------------- | ------- |
| Toyota Gazoo Racing | Toyota GR010 Hybrid | Toyota 3.5 L Turbo V6      | Hybrid             | M       | 7                 | Mike Conway       | Összes  |
| Toyota Gazoo Racing | Toyota GR010 Hybrid | Toyota 3.5 L Turbo V6      | Hybrid             | M       | 7                 | Kobajasi Kamui    | Összes  |
| Toyota Gazoo Racing | Toyota GR010 Hybrid | Toyota 3.5 L Turbo V6      | Hybrid             | M       | 7                 | José María López  | Összes  |
| Toyota Gazoo Racing | Toyota GR010 Hybrid | Toyota 3.5 L Turbo V6      | Hybrid             | M       | 8                 | Sébastien Buemi   | Összes  |
| Toyota Gazoo Racing | Toyota GR010 Hybrid | Toyota 3.5 L Turbo V6      | Hybrid             | M       | 8                 | Brendon Hartley   | Összes  |
| Toyota Gazoo Racing | Toyota GR010 Hybrid | Toyota 3.5 L Turbo V6      | Hybrid             | M       | 8                 | Nakadzsima Kazuki | Összes  |
| Alpine Elf Matmut   | Alpine A480         | Gibson GL458 4.5 L V8      |                    | M       | 36                | Nicolas Lapierre  | Összes  |
| Alpine Elf Matmut   | Alpine A480         | Gibson GL458 4.5 L V8      | André Negrão       | M       | 36                | Összes            |         |
| Alpine Elf Matmut   | Alpine A480         | Gibson GL458 4.5 L V8      | Matthieu Vaxivière | M       | 36                | Összes            |         |
| Glickenhaus Racing  | Glickenhaus 007 LMH | Glickenhaus 3.5 L Turbo V8 |                    | M       | 708               | Pipo Derani       | 3–4     |
| Glickenhaus Racing  | Glickenhaus 007 LMH | Glickenhaus 3.5 L Turbo V8 | Olivier Pla        | M       | 708               | 3–4               |         |
| Glickenhaus Racing  | Glickenhaus 007 LMH | Glickenhaus 3.5 L Turbo V8 | Gustavo Menezes    | M       | 708               | 3                 |         |
| Glickenhaus Racing  | Glickenhaus 007 LMH | Glickenhaus 3.5 L Turbo V8 | Franck Mailleux    | M       | 708               | 4                 |         |
| Glickenhaus Racing  | Glickenhaus 007 LMH | Glickenhaus 3.5 L Turbo V8 | 709                | M       | Romain Dumas      | 2–4               |         |
| Glickenhaus Racing  | Glickenhaus 007 LMH | Glickenhaus 3.5 L Turbo V8 | 709                | M       | Richard Westbrook | 2–4               |         |
| Glickenhaus Racing  | Glickenhaus 007 LMH | Glickenhaus 3.5 L Turbo V8 | 709                | M       | Ryan Briscoe      | 2, 4              |         |
| Glickenhaus Racing  | Glickenhaus 007 LMH | Glickenhaus 3.5 L Turbo V8 | 709                | M       | Franck Mailleux   | 3                 |         |

A 2017-ben bevezetett LMP2-es szabályrendszer szerint minden csapatnak kötelező volt ugyanazt a Gibson GK428 V8-as erőforrást használni. 2021-re létrehozták a Pro-Am Kupát, ami azokat a gárdákat különíti el, amelyeknek volt FIA bronz besorolású versenyzője.
| LMP2                      | LMP2                    | LMP2    | LMP2 | LMP2                   | LMP2                | LMP2     |
| Csapat                    | Autó                    | Abroncs | #    | Kupa                   | Versenyzők          | Forduló  |
| ------------------------- | ----------------------- | ------- | ---- | ---------------------- | ------------------- | -------- |
| Richard Mille Racing Team | Oreca 07                | G       | 1    |                        | Sophia Flörsch      | Összes   |
| Richard Mille Racing Team | Oreca 07                | G       | 1    | Tatiana Calderón       | 1–4, 6              |          |
| Richard Mille Racing Team | Oreca 07                | G       | 1    | Beitske Visser         | 1–2, 4–6            |          |
| Richard Mille Racing Team | Oreca 07                | G       | 1    | Gabriel Aubry          | 5                   |          |
| High Class Racing         | Oreca 07                | G       | 20   | Kupa                   | Dennis Andersen     | Összes   |
| High Class Racing         | Oreca 07                | G       | 20   | Kupa                   | Anders Fjordbach    | 1–3      |
| High Class Racing         | Oreca 07                | G       | 20   | Kupa                   | Jan Magnussen       | 1–3      |
| High Class Racing         | Oreca 07                | G       | 20   | Kupa                   | Marco Sørensen      | 4        |
| High Class Racing         | Oreca 07                | G       | 20   | Kupa                   | Ricky Taylor        | 4        |
| High Class Racing         | Oreca 07                | G       | 20   | Kupa                   | Robert Kubica       | 5–       |
| DragonSpeed USA           | Oreca 07                | G       | 21   | Kupa                   | Ben Hanley          | Összes   |
| DragonSpeed USA           | Oreca 07                | G       | 21   | Kupa                   | Henrik Hedman       | Összes   |
| DragonSpeed USA           | Oreca 07                | G       | 21   | Kupa                   | Juan Pablo Montoya  | Összes   |
| United Autosports USA     | Oreca 07                | G       | 22   |                        | Philip Hanson       | Összes   |
| United Autosports USA     | Oreca 07                | G       | 22   | Fabio Scherer          | 1, 3–6              |          |
| United Autosports USA     | Oreca 07                | G       | 22   | Filipe Albuquerque     | 1, 3–6              |          |
| United Autosports USA     | Oreca 07                | G       | 22   | Paul di Resta          | 2                   |          |
| United Autosports USA     | Oreca 07                | G       | 22   | Wayne Boyd             | 2                   |          |
| Jota Sport                | Oreca 07                | G       | 28   |                        | Tom Blomqvist       | Összes   |
| Jota Sport                | Oreca 07                | G       | 28   | Sean Gelael            | Összes              |          |
| Jota Sport                | Oreca 07                | G       | 28   | Stoffel Vandoorne      | Összes              |          |
| Jota Sport                | Oreca 07                | G       | 38   |                        | Anthony Davidson    | Összes   |
| Jota Sport                | Oreca 07                | G       | 38   | António Félix da Costa | Összes              |          |
| Jota Sport                | Oreca 07                | G       | 38   | Roberto González       | Összes              |          |
| Racing Team Nederland     | Oreca 07                | G       | 29   | Kupa                   | Frits van Eerd      | Összes   |
| Racing Team Nederland     | Oreca 07                | G       | 29   | Kupa                   | Giedo van der Garde | 1–2, 4–6 |
| Racing Team Nederland     | Oreca 07                | G       | 29   | Kupa                   | Job van Uitert      | 1–2, 4–6 |
| Racing Team Nederland     | Oreca 07                | G       | 29   | Kupa                   | Nyck de Vries       | 3        |
| Racing Team Nederland     | Oreca 07                | G       | 29   | Kupa                   | Paul-Loup Chatin    | 3        |
| Team WRT                  | Oreca 07                | G       | 31   |                        | Robin Frijns        | Összes   |
| Team WRT                  | Oreca 07                | G       | 31   | Habsburg Ferdinánd     | Összes              |          |
| Team WRT                  | Oreca 07                | G       | 31   | Charles Milesi         | Összes              |          |
| Inter Europol Competition | Oreca 07                | G       | 34   |                        | Alex Brundle        | Összes   |
| Inter Europol Competition | Oreca 07                | G       | 34   | Jakub Śmiechowski      | Összes              |          |
| Inter Europol Competition | Oreca 07                | G       | 34   | Renger van der Zande   | 1, 3–6              |          |
| Inter Europol Competition | Oreca 07                | G       | 34   | Louis Delétraz         | 2                   |          |
| ARC Bratislava            | Ligier JS P217 Oreca 07 | G       | 44   | Kupa                   | Miro Konôpka        | Összes   |
| ARC Bratislava            | Ligier JS P217 Oreca 07 | G       | 44   | Kupa                   | Tom Jackson         | 1–2      |
| ARC Bratislava            | Ligier JS P217 Oreca 07 | G       | 44   | Kupa                   | Darren Burke        | 1        |
| ARC Bratislava            | Ligier JS P217 Oreca 07 | G       | 44   | Kupa                   | Oliver Webb         | 2–5      |
| ARC Bratislava            | Ligier JS P217 Oreca 07 | G       | 44   | Kupa                   | Matej Konôpka       | 3–4      |
| ARC Bratislava            | Ligier JS P217 Oreca 07 | G       | 44   | Kupa                   | Kush Maini          | 5        |
| ARC Bratislava            | Ligier JS P217 Oreca 07 | G       | 44   | Kupa                   | Nelson Panciatici   | 6        |
| ARC Bratislava            | Ligier JS P217 Oreca 07 | G       | 44   | Kupa                   | Olli Caldwell       | 6        |
| Realteam Racing           | Oreca 07                | G       | 70   | Kupa                   | Esteban Garcia      | Összes   |
| Realteam Racing           | Oreca 07                | G       | 70   | Kupa                   | Norman Nato         | Összes   |
| Realteam Racing           | Oreca 07                | G       | 70   | Kupa                   | Loïc Duval          | 1, 3–6   |
| Realteam Racing           | Oreca 07                | G       | 70   | Kupa                   | Mathias Beche       | 2        |

| LMGTE Pro       | LMGTE Pro           | LMGTE Pro                     | LMGTE Pro | LMGTE Pro | LMGTE Pro             | LMGTE Pro |
| Csapat          | Autó                | Motor                         | Abroncs   | #         | Versenyzők            | Forduló   |
| --------------- | ------------------- | ----------------------------- | --------- | --------- | --------------------- | --------- |
| AF Corse        | Ferrari 488 GTE Evo | Ferrari F154CB 3.9 L Turbo V8 | M         | 51        | James Calado          | Összes    |
| AF Corse        | Ferrari 488 GTE Evo | Ferrari F154CB 3.9 L Turbo V8 | M         | 51        | Alessandro Pier Guidi | Összes    |
| AF Corse        | Ferrari 488 GTE Evo | Ferrari F154CB 3.9 L Turbo V8 | M         | 51        | Côme Ledogar          | 4         |
| AF Corse        | Ferrari 488 GTE Evo | Ferrari F154CB 3.9 L Turbo V8 | M         | 52        | Miguel Molina         | Összes    |
| AF Corse        | Ferrari 488 GTE Evo | Ferrari F154CB 3.9 L Turbo V8 | M         | 52        | Daniel Serra          | Összes    |
| AF Corse        | Ferrari 488 GTE Evo | Ferrari F154CB 3.9 L Turbo V8 | M         | 52        | Sam Bird              | 4         |
| Porsche GT Team | Porsche 911 RSR-19  | Porsche 4.2 L Flat-6          | M         | 91        | Gianmaria Bruni       | Összes    |
| Porsche GT Team | Porsche 911 RSR-19  | Porsche 4.2 L Flat-6          | M         | 91        | Richard Lietz         | Összes    |
| Porsche GT Team | Porsche 911 RSR-19  | Porsche 4.2 L Flat-6          | M         | 91        | Frédéric Makowiecki   | 2, 4, 6   |
| Porsche GT Team | Porsche 911 RSR-19  | Porsche 4.2 L Flat-6          | M         | 92        | Kévin Estre           | Összes    |
| Porsche GT Team | Porsche 911 RSR-19  | Porsche 4.2 L Flat-6          | M         | 92        | Neel Jani             | Összes    |
| Porsche GT Team | Porsche 911 RSR-19  | Porsche 4.2 L Flat-6          | M         | 92        | Michael Christensen   | 2, 4, 6   |

| LMGTE Am              | LMGTE Am                 | LMGTE Am                      | LMGTE Am | LMGTE Am | LMGTE Am              | LMGTE Am |
| Csapat                | Autó                     | Motor                         | Abroncs  | #        | Versenyzők            | Forduló  |
| --------------------- | ------------------------ | ----------------------------- | -------- | -------- | --------------------- | -------- |
| TF Sport              | Aston Martin Vantage AMR | Aston Martin 4.0 L Turbo V8   | M        | 33       | Felipe Fraga          | Összes   |
| TF Sport              | Aston Martin Vantage AMR | Aston Martin 4.0 L Turbo V8   | M        | 33       | Ben Keating           | Összes   |
| TF Sport              | Aston Martin Vantage AMR | Aston Martin 4.0 L Turbo V8   | M        | 33       | Dylan Pereira         | Összes   |
| D’station Racing      | Aston Martin Vantage AMR | Aston Martin 4.0 L Turbo V8   | M        | 777      | Fudzsii Tomonobu      | Összes   |
| D’station Racing      | Aston Martin Vantage AMR | Aston Martin 4.0 L Turbo V8   | M        | 777      | Hosino Szatosi        | Összes   |
| D’station Racing      | Aston Martin Vantage AMR | Aston Martin 4.0 L Turbo V8   | M        | 777      | Andrew Watson         | Összes   |
| Team Project 1        | Porsche 911 RSR-19       | Porsche 4.2 L Flat-6          | M        | 46       | Anders Buchardt       | 1, 3–4   |
| Team Project 1        | Porsche 911 RSR-19       | Porsche 4.2 L Flat-6          | M        | 46       | Dennis Olsen          | 1, 3–4   |
| Team Project 1        | Porsche 911 RSR-19       | Porsche 4.2 L Flat-6          | M        | 46       | Axcil Jefferies       | 1        |
| Team Project 1        | Porsche 911 RSR-19       | Porsche 4.2 L Flat-6          | M        | 46       | Maxwell Root          | 3        |
| Team Project 1        | Porsche 911 RSR-19       | Porsche 4.2 L Flat-6          | M        | 46       | Robby Foley           | 4        |
| Team Project 1        | Porsche 911 RSR-19       | Porsche 4.2 L Flat-6          | M        | 56       | Matteo Cairoli        | Összes   |
| Team Project 1        | Porsche 911 RSR-19       | Porsche 4.2 L Flat-6          | M        | 56       | Egidio Perfetti       | Összes   |
| Team Project 1        | Porsche 911 RSR-19       | Porsche 4.2 L Flat-6          | M        | 56       | Riccardo Pera         | Összes   |
| Cetilar Racing        | Ferrari 488 GTE Evo      | Ferrari F154CB 3.9 L Turbo V8 | M        | 47       | Antonio Fuoco         | Összes   |
| Cetilar Racing        | Ferrari 488 GTE Evo      | Ferrari F154CB 3.9 L Turbo V8 | M        | 47       | Roberto Lacorte       | Összes   |
| Cetilar Racing        | Ferrari 488 GTE Evo      | Ferrari F154CB 3.9 L Turbo V8 | M        | 47       | Giorgio Sernagiotto   | Összes   |
| AF Corse              | Ferrari 488 GTE Evo      | Ferrari F154CB 3.9 L Turbo V8 | M        | 54       | Francesco Castellacci | Összes   |
| AF Corse              | Ferrari 488 GTE Evo      | Ferrari F154CB 3.9 L Turbo V8 | M        | 54       | Giancarlo Fisichella  | Összes   |
| AF Corse              | Ferrari 488 GTE Evo      | Ferrari F154CB 3.9 L Turbo V8 | M        | 54       | Thomas Flohr          | Összes   |
| AF Corse              | Ferrari 488 GTE Evo      | Ferrari F154CB 3.9 L Turbo V8 | M        | 83       | Nicklas Nielsen       | Összes   |
| AF Corse              | Ferrari 488 GTE Evo      | Ferrari F154CB 3.9 L Turbo V8 | M        | 83       | François Perrodo      | Összes   |
| AF Corse              | Ferrari 488 GTE Evo      | Ferrari F154CB 3.9 L Turbo V8 | M        | 83       | Alessio Rovera        | Összes   |
| Iron Lynx             | Ferrari 488 GTE Evo      | F154CB 3.9 L Turbo V8         | M        | 60       | Claudio Schiavoni     | 1–4, 6   |
| Iron Lynx             | Ferrari 488 GTE Evo      | F154CB 3.9 L Turbo V8         | M        | 60       | Matteo Cressoni       | 1–3, 5–6 |
| Iron Lynx             | Ferrari 488 GTE Evo      | F154CB 3.9 L Turbo V8         | M        | 60       | Andrea Piccini        | 1–3, 5–6 |
| Iron Lynx             | Ferrari 488 GTE Evo      | F154CB 3.9 L Turbo V8         | M        | 60       | Raffaele Giammaria    | 4        |
| Iron Lynx             | Ferrari 488 GTE Evo      | F154CB 3.9 L Turbo V8         | M        | 60       | Paolo Ruberti         | 4        |
| Iron Lynx             | Ferrari 488 GTE Evo      | F154CB 3.9 L Turbo V8         | M        | 60       | Rino Mastronardi      | 5        |
| Iron Lynx             | Ferrari 488 GTE Evo      | F154CB 3.9 L Turbo V8         | M        | 85       | Rahel Frey            | Összes   |
| Iron Lynx             | Ferrari 488 GTE Evo      | F154CB 3.9 L Turbo V8         | M        | 85       | Manuela Gostner       | 1–2      |
| Iron Lynx             | Ferrari 488 GTE Evo      | F154CB 3.9 L Turbo V8         | M        | 85       | Katherine Legge       | 1, 5–6   |
| Iron Lynx             | Ferrari 488 GTE Evo      | F154CB 3.9 L Turbo V8         | M        | 85       | Michelle Gatting      | 2–4      |
| Iron Lynx             | Ferrari 488 GTE Evo      | F154CB 3.9 L Turbo V8         | M        | 85       | Sarah Bovy            | 3–6      |
| Dempsey-Proton Racing | Porsche 911 RSR-19       | Porsche 4.2 L Flat-6          | M        | 77       | Matt Campbell         | Összes   |
| Dempsey-Proton Racing | Porsche 911 RSR-19       | Porsche 4.2 L Flat-6          | M        | 77       | Jaxon Evans           | Összes   |
| Dempsey-Proton Racing | Porsche 911 RSR-19       | Porsche 4.2 L Flat-6          | M        | 77       | Christian Ried        | Összes   |
| Dempsey-Proton Racing | Porsche 911 RSR-19       | Porsche 4.2 L Flat-6          | M        | 88       | Marco Seefried        | 1–3      |
| Dempsey-Proton Racing | Porsche 911 RSR-19       | Porsche 4.2 L Flat-6          | M        | 88       | Andrew Haryanto       | 1, 3     |
| Dempsey-Proton Racing | Porsche 911 RSR-19       | Porsche 4.2 L Flat-6          | M        | 88       | Alessio Picariello    | 1, 3     |
| Dempsey-Proton Racing | Porsche 911 RSR-19       | Porsche 4.2 L Flat-6          | M        | 88       | Julien Andlauer       | 2, 4–6   |
| Dempsey-Proton Racing | Porsche 911 RSR-19       | Porsche 4.2 L Flat-6          | M        | 88       | Dominique Bastien     | 2, 4     |
| Dempsey-Proton Racing | Porsche 911 RSR-19       | Porsche 4.2 L Flat-6          | M        | 88       | Lance Arnold          | 4        |
| Dempsey-Proton Racing | Porsche 911 RSR-19       | Porsche 4.2 L Flat-6          | M        | 88       | Khaled Al Qubaisi     | 5–6      |
| Dempsey-Proton Racing | Porsche 911 RSR-19       | Porsche 4.2 L Flat-6          | M        | 88       | Adrien De Leener      | 5        |
| Dempsey-Proton Racing | Porsche 911 RSR-19       | Porsche 4.2 L Flat-6          | M        | 88       | Axcil Jefferies       | 6        |
| GR Racing             | Porsche 911 RSR-19       | Porsche 4.2 L Flat-6          | M        | 86       | Ben Barker            | Összes   |
| GR Racing             | Porsche 911 RSR-19       | Porsche 4.2 L Flat-6          | M        | 86       | Tom Gamble            | Összes   |
| GR Racing             | Porsche 911 RSR-19       | Porsche 4.2 L Flat-6          | M        | 86       | Michael Wainwright    | Összes   |
| Aston Martin Racing   | Aston Martin Vantage AMR | Aston Martin 4.0 L Turbo V8   | M        | 98       | Marcos Gomes          | Összes   |
| Aston Martin Racing   | Aston Martin Vantage AMR | Aston Martin 4.0 L Turbo V8   | M        | 98       | Paul Dalla Lana       | Összes   |
| Aston Martin Racing   | Aston Martin Vantage AMR | Aston Martin 4.0 L Turbo V8   | M        | 98       | Augusto Farfus        | 1–3, 5–6 |
| Aston Martin Racing   | Aston Martin Vantage AMR | Aston Martin 4.0 L Turbo V8   | M        | 98       | Nicki Thiim           | 4        |

## Eredmények

### Összefoglaló
Az alábbi táblázatban az LMH versenyzők és a többi kategória győztesei voltak láthatóak, akik nevezve lettek a teljes WEC-szezonra. Előfordulhat, hogy vendégversenyzők nyerték az adott versenyt.
| Forduló | Pálya             | LMP1 győztes                                      | LMP2 győztes                                             | LMGTE Pro győztes                               | LMGTE Am győztes                                  | Összefoglaló |
| ------- | ----------------- | ------------------------------------------------- | -------------------------------------------------------- | ----------------------------------------------- | ------------------------------------------------- | ------------ |
| 1       | Spa-Francorchamps | #8 Toyota Gazoo Racing                            | #22 United Autosports USA                                | #92 Porsche GT Team                             | #83 AF Corse                                      | Összefoglaló |
| 1       | Spa-Francorchamps | Sébastien Buemi Brendon Hartley Nakadzsima Kazuki | Filipe Albuquerque Philip Hanson Fabio Scherer           | Kévin Estre Neel Jani                           | Nicklas Nielsen François Perrodo Alessio Rovera   | Összefoglaló |
| 2       | Portimão          | #8 Toyota Gazoo Racing                            | #38 Jota Sport                                           | #51 AF Corse                                    | #47 Cetilar Racing                                | Összefoglaló |
| 2       | Portimão          | Sébastien Buemi Brendon Hartley Nakadzsima Kazuki | Anthony Davidson António Félix da Costa Roberto González | James Calado Alessandro Pier Guidi              | Antonio Fuoco Roberto Lacorte Giorgio Sernagiotto | Összefoglaló |
| 3       | Monza             | #7 Toyota Gazoo Racing                            | #22 United Autosports USA                                | #92 Porsche GT Team                             | #83 AF Corse                                      | Összefoglaló |
| 3       | Monza             | Mike Conway Kobajasi Kamui José María López       | Filipe Albuquerque Philip Hanson Fabio Scherer           | Kévin Estre Neel Jani                           | Nicklas Nielsen François Perrodo Alessio Rovera   | Összefoglaló |
| 4       | Le Mans           | #7 Toyota Gazoo Racing                            | #31 Team WRT                                             | #51 AF Corse                                    | #83 AF Corse                                      | Összefoglaló |
| 4       | Le Mans           | Mike Conway Kobajasi Kamui José María López       | Robin Frijns Habsburg Ferdinánd Charles Milesi           | James Calado Côme Ledogar Alessandro Pier Guidi | Nicklas Nielsen François Perrodo Alessio Rovera   | Összefoglaló |
| 5       | Bahrain           | #7 Toyota Gazoo Racing                            | #31 Team WRT                                             | #92 Porsche GT Team                             | #33 TF Sport                                      | Összefoglaló |
| 5       | Bahrain           | Mike Conway Kobajasi Kamui José María López       | Robin Frijns Habsburg Ferdinánd Charles Milesi           | Kévin Estre Neel Jani                           | Felipe Fraga Ben Keating Dylan Pereira            | Összefoglaló |
| 6       | Bahrain           | #8 Toyota Gazoo Racing                            | #31 Team WRT                                             | #51 AF Corse                                    | #83 AF Corse                                      | Összefoglaló |
| 6       | Bahrain           | Sébastien Buemi Brendon Hartley Nakadzsima Kazuki | Robin Frijns Habsburg Ferdinánd Charles Milesi           | James Calado Alessandro Pier Guidi              | Nicklas Nielsen François Perrodo Alessio Rovera   | Összefoglaló |

### Pontrendszer
| Versenytáv | 1. | 2. | 3. | 4. | 5. | 6. | 7. | 8. | 9. | 10. | 11.– | Pole |
| ---------- | -- | -- | -- | -- | -- | -- | -- | -- | -- | --- | ---- | ---- |
| 6 óra      | 25 | 18 | 15 | 12 | 10 | 8  | 6  | 4  | 2  | 1   | 0,5  | 1    |
| 8 óra      | 38 | 27 | 23 | 18 | 15 | 12 | 9  | 6  | 3  | 2   | 1    | 1    |
| 24 óra     | 50 | 36 | 30 | 24 | 20 | 16 | 12 | 8  | 4  | 2   | 1    | 1    |

### Versenyzők bajnoksága

#### LMH Versenyzők
| Helyezés | Versenyző          | Csapat              | SPA | POR | MNZ | LMS | BHR | BHR | Pont |
| -------- | ------------------ | ------------------- | --- | --- | --- | --- | --- | --- | ---- |
| 1.       | Mike Conway        | Toyota Gazoo Racing | 3   | 2   | 1   | 1   | 1   | 2   | 173  |
| 1.       | Kobajasi Kamui     | Toyota Gazoo Racing | 3   | 2   | 1   | 1   | 1   | 2   | 173  |
| 1.       | José María López   | Toyota Gazoo Racing | 3   | 2   | 1   | 1   | 1   | 2   | 173  |
| 2.       | Sébastien Buemi    | Toyota Gazoo Racing | 1   | 1   | 4   | 2   | 2   | 1   | 168  |
| 2.       | Brendon Hartley    | Toyota Gazoo Racing | 1   | 1   | 4   | 2   | 2   | 1   | 168  |
| 2.       | Nakadzsima Kazuki  | Toyota Gazoo Racing | 1   | 1   | 4   | 2   | 2   | 1   | 168  |
| 3.       | Nicolas Lapierre   | Alpine Elf Matmut   | 2   | 3   | 2   | 3   | 3   | 3   | 128  |
| 3.       | André Negrão       | Alpine Elf Matmut   | 2   | 3   | 2   | 3   | 3   | 3   | 128  |
| 3.       | Matthieu Vaxivière | Alpine Elf Matmut   | 2   | 3   | 2   | 3   | 3   | 3   | 128  |
| 4.       | Richard Westbrook  | Glickenhaus Racing  |     | 4   | 3   | 5   |     |     | 53   |
| 4.       | Romain Dumas       | Glickenhaus Racing  |     | 4   | 3   | 5   |     |     | 53   |
| 5.       | Franck Mailleux    | Glickenhaus Racing  |     |     | 3   | 4   |     |     | 39   |
| 6.       | Ryan Briscoe       | Glickenhaus Racing  |     | 4   |     | 5   |     |     | 38   |
| 7.       | Pipo Derani        | Glickenhaus Racing  |     |     | Ki  | 4   |     |     | 24   |
| 7.       | Olivier Pla        | Glickenhaus Racing  |     |     | Ki  | 4   |     |     | 24   |
| 8.       | Gustavo Menezes    | Glickenhaus Racing  |     |     | Ki  |     |     |     | 0    |
| Helyezés | Versenyző          | Csapat              | SPA | POR | MNZ | LMS | BHR | BHR | Pont |

| Szín   | Eredmény                                      |
| ------ | --------------------------------------------- |
| Arany  | Győztes                                       |
| Ezüst  | 2. helyezett                                  |
| Bronz  | 3. helyezett                                  |
| Zöld   | Pontot szerzett                               |
| Kék    | Pont nélkül vagy helyezetlenül ért célba (Hn) |
| Lila   | Nem ért célba (Ki)                            |
| Piros  | Nem kvalifikálta magát (Nk)                   |
| Fekete | Diszkvalifikálták (Kiz)                       |
| Fehér  | Nem indult (Ni)                               |
| Fehér  | Visszalépett (Vi)                             |
| Fehér  | Verseny törölve (T)                           |
| Üres   | Nem vett részt                                |
| Üres   | Kizárt (EX)                                   |

#### LMGTE Versenyzők
| Helyezés | Versenyző             | Csapat                | SPA | POR | MNZ | LMS | BHR | BHR | Pont |
| -------- | --------------------- | --------------------- | --- | --- | --- | --- | --- | --- | ---- |
| 1.       | James Calado          | AF Corse              | 2   | 1   | 2   | 1   | 3   | 1   | 177  |
| 1.       | Alessandro Pier Guidi | AF Corse              | 2   | 1   | 2   | 1   | 3   | 1   | 177  |
| 2.       | Kévin Estre           | Porsche GT Team       | 1   | 3   | 1   | 2   | 1   | 2   | 166  |
| 2.       | Neel Jani             | Porsche GT Team       | 1   | 3   | 1   | 2   | 1   | 2   | 166  |
| 3        | Gianmaria Bruni       | Porsche GT Team       | 4   | 4   | 3   | 3   | 2   | 4   | 111  |
| 3.       | Richard Lietz         | Porsche GT Team       | 4   | 4   | 3   | 3   | 2   | 4   | 111  |
| 4.       | Miguel Molina         | AF Corse              | 3   | 2   | 4   | 10  | 4   | 3   | 92   |
| 4.       | Daniel Serra          | AF Corse              | 3   | 2   | 4   | 10  | 4   | 3   | 92   |
| 5.       | Michael Christensen   | Porsche GT Team       |     | 3   |     | 2   |     | 2   | 88   |
| 6.       | Frédéric Makowiecki   | Porsche GT Team       |     | 4   |     | 3   |     | 4   | 66   |
| 7.       | Nicklas Nielsen       | AF Corse              | 5   | 14  | 5   | 4   | 9   | 5   | 62   |
| 7.       | François Perrodo      | AF Corse              | 5   | 14  | 5   | 4   | 9   | 5   | 62   |
| 7.       | Alessio Rovera        | AF Corse              | 5   | 14  | 5   | 4   | 9   | 5   | 62   |
| 8.       | Côme Ledogar          | AF Corse              |     |     |     | 1   |     |     | 50   |
| 9.       | Felipe Fraga          | TF Sport              | 6   | 11  | 18  | 5   | 5   | Ki  | 39,5 |
| 9.       | Ben Keating           | TF Sport              | 6   | 11  | 18  | 5   | 5   | Ki  | 39,5 |
| 9,       | Dylan Pereira         | TF Sport              | 6   | 11  | 18  | 5   | 5   | Ki  | 39,5 |
| 10.      | Matt Campbell         | Dempsey-Proton Racing | Ki  | Ki  | 9   | 7   | 6   | 6   | 34   |
| 10.      | Jaxon Evans           | Dempsey-Proton Racing | Ki  | Ki  | 9   | 7   | 6   | 6   | 34   |
| 10.      | Christian Ried        | Dempsey-Proton Racing | Ki  | Ki  | 9   | 7   | 6   | 6   | 34   |
| 11.      | Matteo Cairoli        | Team Project 1        | Ni  | 6   | 8   | Ki  | 7   | 7   | 31   |
| 11.      | Riccardo Pera         | Team Project 1        | Ni  | 6   | 8   | Ki  | 7   | 7   | 31   |
| 11.      | Egidio Perfetti       | Team Project 1        | Ni  | 6   | 8   | Ki  | 7   | 7   | 31   |
| 11.      | Antonio Fuoco         | Cetilar Racing        | 7   | 5   | 15  | Ki  | 13  | 8   | 28   |
| 12.      | Roberto Lacorte       | Cetilar Racing        | 7   | 5   | 15  | Ki  | 13  | 8   | 28   |
| 12.      | Giorgio Sernagiotto   | Cetilar Racing        | 7   | 5   | 15  | Ki  | 13  | 8   | 28   |
| 13.      | Claudio Schiavoni     | Iron Lynx             | 13  | 9   | Ki  | 6   |     | 9   | 22,5 |
| 14.      | Marcos Gomes          | Aston Martin Racing   | 10  | 8   | 6   | Ki  | 8   | 14  | 20   |
| 14.      | Paul Dalla Lana       | Aston Martin Racing   | 10  | 8   | 6   | Ki  | 8   | 14  | 20   |
| 14.      | Augusto Farfus        | Aston Martin Racing   | 10  | 8   | 6   |     | 8   | 14  | 20   |
| 15.      | Francesco Castellacci | AF Corse              | 8   | 7   | 11  | 11  | 11  | 10  | 17   |
| 15.      | Giancarlo Fisichella  | AF Corse              | 8   | 7   | 11  | 11  | 11  | 10  | 17   |
| 15.      | Thomas Flohr          | AF Corse              | 8   | 7   | 11  | 11  | 11  | 10  | 17   |
| 16.      | Raffaele Giammaria    | Iron Lynx             |     |     |     | 6   |     |     | 16   |
| 16.      | Paolo Ruberti         | Iron Lynx             |     |     |     | 6   |     |     | 16   |
| 17.      | Fudzsii Tomonobu      | D'station Racing      | 11  | Ki  | 7   | 8   | 14  | 11  | 16   |
| 17.      | Hosino Szatosi        | D'station Racing      | 11  | Ki  | 7   | 8   | 14  | 11  | 16   |
| 17.      | Andrew Watson         | D'station Racing      | 11  | Ki  | 7   | 8   | 14  | 11  | 16   |
| 18.      | Rahel Frey            | Iron Lynx             | 12  | 10  | 12  | 9   | 12  | 12  | 8,5  |
| 19.      | Matteo Cressoni       | Iron Lynx             | 13  | 9   | Ki  |     | 15  | 9   | 7    |
| 19.      | Andrea Piccini        | Iron Lynx             | 13  | 9   | Ki  |     | 15  | 9   | 7    |
| 20.      | Michelle Gatting      | Iron Lynx             |     | 10  | 12  | 9   |     |     | 6,5  |
| 21.      | Sarah Bovy            | Iron Lynx             |     |     | 12  | 9   | 12  | 12  | 6    |
| 22.      | Ben Barker            | GR Racing             | Ret | 12  | 13  | 13  | 10  | 13  | 4,5  |
| 22.      | Tom Gamble            | GR Racing             | Ret | 12  | 13  | 13  | 10  | 13  | 4,5  |
| 22.      | Michael Wainwright    | GR Racing             | Ret | 12  | 13  | 13  | 10  | 13  | 4,5  |
| 23.      | Marco Seefried        | Dempsey-Proton Racing | 9   | 13  | 10  |     |     |     | 4    |
| 24.      | Andrew Haryanto       | Dempsey-Proton Racing | 9   |     | 10  |     |     |     | 3    |
| 24.      | Alessio Picariello    | Dempsey-Proton Racing | 9   |     | 10  |     |     |     | 3    |
| 25.      | Sam Bird              | AF Corse              |     |     |     | 10  |     |     | 3    |
| Helyezés | Versenyző             | Csapat                | SPA | POR | MNZ | LMS | BHR | BHR | Pont |

#### LMP2 Versenyzők
| Helyezés | Versenyző                   | Csapat                    | SPA | POR | MNZ | LMS | BHR | BHR | Pont |
| -------- | --------------------------- | ------------------------- | --- | --- | --- | --- | --- | --- | ---- |
| 1.       | Robin Frijns                | Team WRT                  | 10  | 4   | 2   | 1   | 1   | 1   | 151  |
| 1.       | Habsburg Ferdinánd Zvonimir | Team WRT                  | 10  | 4   | 2   | 1   | 1   | 1   | 151  |
| 1.       | Charles Milesi              | Team WRT                  | 10  | 4   | 2   | 1   | 1   | 1   | 151  |
| 2.       | Sean Gelael                 | Jota Sport                | 3   | 2   | 5   | 2   | 2   | 3   | 131  |
| 2.       | Tom Blomqvist               | Jota Sport                | 3   | 2   | 5   | 2   | 2   | 3   | 131  |
| 2.       | Stoffel Vandoorne           | Jota Sport                | 3   | 2   | 5   | 2   | 2   | 3   | 131  |
| 3.       | Anthony Davidson            | Jota Sport                | 2   | 1   | Ki  | 4   | 3   | 2   | 123  |
| 3.       | António Félix da Costa      | Jota Sport                | 2   | 1   | Ki  | 4   | 3   | 2   | 123  |
| 3.       | Roberto González            | Jota Sport                | 2   | 1   | Ki  | 4   | 3   | 2   | 123  |
| 4.       | Philip Hanson               | United Autosports USA     | 1   | 3   | 1   | 10  | 4   | 4   | 107  |
| 5.       | Fabio Scherer               | United Autosports USA     | 1   | Vi  | 1   | 10  | 4   | 4   | 84   |
| 5.       | Filipe Albuquerque          | United Autosports USA     | 1   |     | 1   | 10  | 4   | 4   | 84   |
| 6.       | Alex Brundle                | Inter Europol Competition | 5   | 5   | 4   | 3   | 9   | 5   | 84   |
| 6.       | Jakub Śmiechowski           | Inter Europol Competition | 5   | 5   | 4   | 3   | 9   | 5   | 84   |
| 7.       | Renger van der Zande        | Inter Europol Competition | 5   |     | 4   | 3   | 9   | 5   | 69   |
| 8.       | Frits van Eerd              | Racing Team Nederland     | 4   | 10  | 3   | 6   | 5   | 6   | 67   |
| 9.       | Giedo van der Garde         | Racing Team Nederland     | 4   | 10  | Vi  | 6   | 5   | 6   | 52   |
| 9.       | Job van Uitert              | Racing Team Nederland     | 4   | 10  | Vi  | 6   | 5   | 6   | 52   |
| 10.      | Esteban Garcia              | Realteam Racing           | 6   | 7   | 7   | 7   | 7   | 7   | 50   |
| 10.      | Norman Nato                 | Realteam Racing           | 6   | 7   | 7   | 7   | 7   | 7   | 50   |
| 11.      | Ben Hanley                  | DragonSpeed USA           | 7   | 8   | 6   | 5   | 11  | 10  | 42,5 |
| 11.      | Henrik Hedman               | DragonSpeed USA           | 7   | 8   | 6   | 5   | 11  | 10  | 42,5 |
| 11.      | Juan Pablo Montoya          | DragonSpeed USA           | 7   | 8   | 6   | 5   | 11  | 10  | 42,5 |
| 12.      | Loïc Duval                  | Realteam Racing           | 6   |     | 7   | 7   | 7   | 7   | 41   |
| 13.      | Sophia Flörsch              | Richard Mille Racing Team | 8   | 6   | 8   | Ki  | 6   | 9   | 31   |
| 14.      | Beitske Visser              | Richard Mille Racing Team | 8   | 6   |     | Ki  | 6   | 9   | 27   |
| 15.      | Dennis Andersen             | High Class Racing         | 9   | 9   | 9   | 8   | 8   | 8   | 25   |
| 16.      | Wayne Boyd                  | United Autosports USA     |     | 3   |     |     |     |     | 23   |
| 16.      | Paul di Resta               | United Autosports USA     |     | 3   |     |     |     |     | 23   |
| 17.      | Tatiana Calderón            | Richard Mille Racing Team | 8   | 6   | 8   | Ki  |     | 9   | 23   |
| 18.      | Anders Fjordbach            | High Class Racing         | 9   | 9   | 9   |     | 8   | 8   | 17   |
| 19.      | Nyck de Vries               | Racing Team Nederland     |     |     | 3   |     |     |     | 15   |
| 19.      | Paul-Loup Chatin            | Racing Team Nederland     |     |     | 3   |     |     |     | 15   |
| 20.      | Louis Delétraz              | Inter Europol Competition |     | 5   |     |     |     |     | 15   |
| 21.      | Robert Kubica               | High Class Racing         |     |     |     |     | 8   | 8   | 10   |
| 22.      | Mathias Beche               | Realteam Racing           |     | 7   |     |     |     |     | 9    |
| 23.      | Gabriel Aubry               | Richard Mille Racing Team |     |     |     |     | 6   |     | 8    |
| 24.      | Marco Sørensen              | High Class Racing         |     |     |     | 8   |     |     | 8    |
| 24.      | Ricky Taylor                | High Class Racing         |     |     |     | 8   |     |     | 8    |
| 25.      | Miro Konôpka                | ARC Bratislava            | Ki  | 11  | 10  | 9   | 10  | 11  | 8    |
| 26.      | Jan Magnussen               | High Class Racing         | 9   | 9   | 9   |     |     |     | 7    |
| 27.      | Oliver Webb                 | ARC Bratislava            |     | 11  | 10  | 9   | 10  |     | 7    |
| 28.      | Matej Konôpka               | ARC Bratislava            |     |     | 10  | 9   |     |     | 5    |
| 29.      | Tom Jackson                 | ARC Bratislava            | Ki  | 11  |     |     |     |     | 1    |
| 30.      | Kush Maini                  | ARC Bratislava            |     |     |     |     | 10  |     | 1    |
| 31.      | Olli Caldwell               | ARC Bratislava            |     |     |     |     |     | 11  | 1    |
| 31.      | Nelson Panciatici           | ARC Bratislava            |     |     |     |     |     | 11  | 1    |
| 32.      | Darren Burke                | ARC Bratislava            | Ki  |     |     |     |     |     | 0    |
| Helyezés | Versenyző                   | Csapat                    | SPA | POR | MNZ | LMS | BHR | BHR | Pont |

#### LMP2 Pro/Am Versenyzők
| Helyezés | Versenyző           | Csapat                | SPA | POR | MNZ | LMS | BHR | BHR | Pont |
| -------- | ------------------- | --------------------- | --- | --- | --- | --- | --- | --- | ---- |
| 1.       | Frits van Eerd      | Racing Team Nederland | 1   | 4   | 1   | 2   | 1   | 1   | 167  |
| 2.       | Esteban Garcia      | Realteam Racing       | 2   | 1   | 3   | 3   | 2   | 2   | 146  |
| 2.       | Norman Nato         | Realteam Racing       | 2   | 1   | 3   | 3   | 2   | 2   | 146  |
| 3.       | Giedo van der Garde | Racing Team Nederland | 1   | 4   | Vi  | 2   | 1   | 1   | 142  |
| 3.       | Job van Uitert      | Racing Team Nederland | 1   | 4   | Vi  | 2   | 1   | 1   | 142  |
| 4.       | Ben Hanley          | DragonSpeed USA       | 3   | 2   | 2   | 1   | 5   | 4   | 138  |
| 4.       | Henrik Hedman       | DragonSpeed USA       | 3   | 2   | 2   | 1   | 5   | 4   | 138  |
| 4.       | Juan Pablo Montoya  | DragonSpeed USA       | 3   | 2   | 2   | 1   | 5   | 4   | 138  |
| 5.       | Dennis Andersen     | High Class Racing     | 4   | 3   | 4   | 4   | 3   | 3   | 109  |
| 6.       | Loïc Duval          | Realteam Racing       | 2   |     | 3   | 3   | 2   | 2   | 108  |
| 7.       | Anders Fjordbach    | High Class Racing     | 4   | 3   | 4   |     | 3   | 3   | 85   |
| 8.       | Miro Konôpka        | ARC Bratislava        | Ki  | 5   | 5   | 5   | 4   | 5   | 72   |
| 8.       | Oliver Webb         | ARC Bratislava        |     | 5   | 5   | 5   | 4   |     | 57   |
| 9.       | Jan Magnussen       | High Class Racing     | 4   | 3   | 4   |     |     |     | 47   |
| 10.      | Mathias Beche       | Realteam Racing       |     | 1   |     |     |     |     | 38   |
| 11.      | Robert Kubica       | High Class Racing     |     |     |     |     | 3   | 3   | 38   |
| 12.      | Matej Konôpka       | ARC Bratislava        |     |     | 5   | 5   |     |     | 30   |
| 13.      | Nyck de Vries       | Racing Team Nederland |     |     | 1   |     |     |     | 25   |
| 13.      | Paul Loup Chatin    | Racing Team Nederland |     |     | 1   |     |     |     | 25   |
| 14.      | Marco Sørensen      | High Class Racing     |     |     |     | 4   |     |     | 24   |
| 14.      | Ricky Taylor        | High Class Racing     |     |     |     | 4   |     |     | 24   |
| 15.      | Tom Jackson         | ARC Bratislava        | Ki  | 5   |     |     |     |     | 15   |
| 16.      | Olli Caldwell       | ARC Bratislava        |     |     |     |     |     | 5   | 15   |
| 16.      | Nelson Panciatici   | ARC Bratislava        |     |     |     |     |     | 5   | 15   |
| 17.      | Kush Maini          | ARC Bratislava        |     |     |     |     | 4   |     | 12   |
|          | Darren Burke        | ARC Bratislava        | Ki  |     |     |     |     |     | 0    |
| Helyezés | Versenyző           | Csapat                | SPA | POR | MNZ | LMS | BHR | BHR | Pont |

#### LMGTE Am Versenyzők
| Helyezés              | Versenyző             | Csapat                | SPA | POR | MNZ | LMS | BHR | BHR | Pont |
| --------------------- | --------------------- | --------------------- | --- | --- | --- | --- | --- | --- | ---- |
| 1.                    | Nicklas Nielsen       | AF Corse              | 1   | 10  | 1   | 1   | 5   | 1   | 150  |
| 1.                    | François Perrodo      | AF Corse              | 1   | 10  | 1   | 1   | 5   | 1   | 150  |
| 1.                    | Alessio Rovera        | AF Corse              | 1   | 10  | 1   | 1   | 5   | 1   | 150  |
| 2.                    | Felipe Fraga          | TF Sport              | 2   | 7   | 12  | 2   | 1   | Ki  | 90,5 |
| 2.                    | Ben Keating           | TF Sport              | 2   | 7   | 12  | 2   | 1   | Ki  | 90,5 |
| 2.                    | Dylan Pereira         | TF Sport              | 2   | 7   | 12  | 2   | 1   | Ki  | 90,5 |
| 3.                    | Matt Campbell         | Dempsey-Proton Racing | Ret | Ret | 5   | 4   | 2   | 2   | 79   |
| 3.                    | Jaxon Evans           | Dempsey-Proton Racing | Ki  | Ki  | 5   | 4   | 2   | 2   | 79   |
| 3.                    | Christian Ried        | Dempsey-Proton Racing | Ki  | Ki  | 5   | 4   | 2   | 2   | 79   |
| 4.                    | Matteo Cairoli        | Team Project 1        | Ni  | 2   | 4   | Ki  | 3   | 3   | 78   |
| 4.                    | Riccardo Pera         | Team Project 1        | Ni  | 2   | 4   | Ki  | 3   | 3   | 78   |
| 4.                    | Egidio Perfetti       | Team Project 1        | Ni  | 2   | 4   | Ki  | 3   | 3   | 78   |
| 5.                    | Antonio Fuoco         | Cetilar Racing        | 3   | 1   | 10  | Ki  | 9   | 4   | 75   |
| 5.                    | Roberto Lacorte       | Cetilar Racing        | 3   | 1   | 10  | Ki  | 9   | 4   | 75   |
| 5.                    | Giorgio Sernagiotto   | Cetilar Racing        | 3   | 1   | 10  | Ki  | 9   | 4   | 75   |
| 6.                    | Francesco Castellacci | AF Corse              | 4   | 3   | 7   | 7   | 7   | 6   | 71   |
| 6.                    | Giancarlo Fisichella  | AF Corse              | 4   | 3   | 7   | 7   | 7   | 6   | 71   |
| 6.                    | Thomas Flohr          | AF Corse              | 4   | 3   | 7   | 7   | 7   | 6   | 71   |
| 7.                    | Claudio Schiavoni     | Iron Lynx             | 9   | 5   | Ki  | 3   |     | 5   | 62   |
| 8.                    | Marcos Gomes          | Aston Martin Racing   | 6   | 4   | 2   | Ki  | 4   | 10  | 58   |
| 8.                    | Paul Dalla Lana       | Aston Martin Racing   | 6   | 4   | 2   | Ki  | 4   | 10  | 58   |
| 8.                    | Augusto Farfus        | Aston Martin Racing   | 6   | 4   | 2   |     | 4   | 10  | 58   |
| 9.                    | Fudzsii Tomonobu      | D'station Racing      | 7   | Ki  | 3   | 5   | 10  | 7   | 51   |
| 9.                    | Hosino Szatosi        | D'station Racing      | 7   | Ki  | 3   | 5   | 10  | 7   | 51   |
| 9.                    | Andrew Watson         | D'station Racing      | 7   | Ki  | 3   | 5   | 10  | 7   | 51   |
| 10.                   | Rahel Frey            | Iron Lynx             | 8   | 6   | 8   | 6   | 8   | 8   | 46   |
| 11.                   | Matteo Cressoni       | Iron Lynx             | 9   | 5   | Ki  |     | 11  | 5   | 33,5 |
| 11.                   | Andrea Piccini        | Iron Lynx             | 9   | 5   | Ki  |     | 11  | 5   | 33,5 |
| 12.                   | Michelle Gatting      | Iron Lynx             |     | 6   | 8   | 6   |     |     | 32   |
| 13.                   | Raffaele Giammaria    | Iron Lynx             |     |     |     | 3   |     |     | 30   |
| 13.                   | Paolo Ruberti         | Iron Lynx             |     |     |     | 3   |     |     | 30   |
| 14.                   | Sarah Bovy            | Iron Lynx             |     |     | 8   | 6   | 8   | 8   | 30   |
| 15.                   | Ben Barker            | GR Racing             | Ki  | 8   | 8   | 9   | 6   | 9   | 23   |
| 15.                   | Tom Gamble            | GR Racing             | Ki  | 8   | 8   | 9   | 6   | 9   | 23   |
| 15.                   | Michael Wainwright    | GR Racing             | Ki  | 8   | 8   | 9   | 6   | 9   | 23   |
| 16.                   | Marco Seefried        | Dempsey-Proton Racing | 5   | 9   | 6   |     |     |     | 21   |
| 17.                   | Andrew Haryanto       | Dempsey-Proton Racing | 5   |     | 6   |     |     |     | 18   |
| 17.                   | Alessio Picariello    | Dempsey-Proton Racing | 5   |     | 6   |     |     |     | 18   |
| 18.                   | Manuela Gostner       | Iron Lynx             | 8   | 6   |     |     |     |     | 16   |
| 19.                   | Katherine Legge       | Iron Lynx             | 8   |     |     |     | 8   | 8   | 14   |
| 20.                   | Julien Andlauer       | Dempsey-Proton Racing |     | 9   |     | 8   | 12  | Ki  | 12,5 |
| 21.                   | Dominique Bastien     | Dempsey-Proton Racing |     | 9   |     | 8   |     |     | 12   |
| 22.                   | Lance Arnold          | Dempsey-Proton Racing |     |     |     | 8   |     |     | 9    |
| 23.                   | Rino Mastronardi      | Iron Lynx             |     |     |     |     | 11  |     | 1,5  |
| 24.                   | Anders Buchardt       | Team Project 1        | Vi  |     | 11  | Ki  |     |     | 0,5  |
| 24.                   | Dennis Olsen          | Team Project 1        | Vi  |     | 11  | Ki  |     |     | 0,5  |
| 24.                   | Maxwell Root          | Team Project 1        |     |     | 11  |     |     |     | 0,5  |
| 25.                   | Khaled Al Qubaisi     | Dempsey-Proton Racing |     |     |     |     | 12  | Ki  | 0,5  |
| 25.                   | Adrien De Leener      | Dempsey-Proton Racing |     |     |     |     | 12  |     | 0,5  |
|                       | Robby Foley           | Team Project 1        |     |     |     | Ki  |     |     | 0    |
|                       | Nicki Thiim           | Aston Martin Racing   |     |     |     | Ki  |     |     | 0    |
|                       | Axcil Jefferies       | Team Project 1        | Vi  |     |     |     |     |     | 0    |
| Dempsey-Proton Racing | Axcil Jefferies       |                       |     |     |     |     | Ki  |     | 0    |
| Helyezés              | Versenyző             | Csapat                | SPA | POR | MNZ | LMS | BHR | BHR | Pont |

### Csapatok bajnoksága

#### LMH csapatok
| Helyezés | Csapat              | SPA | POR | MNZ | LMS | BHR | BHR | Pont |
| -------- | ------------------- | --- | --- | --- | --- | --- | --- | ---- |
| 1.       | Toyota Gazoo Racing | 1   | 1   | 1   | 1   | 1   | 1   | 206  |
| 2.       | Alpine Elf Matmut   | 2   | 3   | 2   | 3   | 3   | 3   | 128  |
| 3.       | Glickenhaus Racing  |     | 29  | 4   | 4   |     |     | 37   |
| Helyezés | Csapat              | SPA | POR | MNZ | LMS | BHR | BHR | Pont |

#### LMGTE Pro csapatok
| Helyezés | Csapat  | SPA | POR | MNZ | LMS | BHR | BHR | Pont |
| -------- | ------- | --- | --- | --- | --- | --- | --- | ---- |
| 1.       | Ferrari | 2   | 1   | 2   | 1   | 3   | 1   | 291  |
| 1.       | Ferrari | 3   | 2   | 4   | 4   | 4   | 3   | 291  |
| 2.       | Porsche | 1   | 3   | 1   | 2   | 1   | 2   | 277  |
| 2.       | Porsche | 4   | 4   | 3   | 3   | 2   | 4   | 277  |
| Helyezés | Csapat  | SPA | POR | MNZ | LMS | BHR | BHR | Pont |

#### LMP2 csapatok
| Helyezés | Egység | Csapat                    | SPA | POR | MNZ | LMS | BHR | BHR | Pont |
| -------- | ------ | ------------------------- | --- | --- | --- | --- | --- | --- | ---- |
| 1.       | 31     | Team WRT                  | 10  | 4   | 2   | 1   | 1   | 1   | 151  |
| 2.       | 28     | Jota Sport                | 3   | 2   | 5   | 2   | 2   | 3   | 131  |
| 3.       | 38     | Jota Sport                | 2   | 1   | Ki  | 4   | 3   | 2   | 123  |
| 4.       | 22     | United Autosports USA     | 1   | 3   | 1   | 10  | 4   | 4   | 107  |
| 5.       | 34     | Inter Europol Competition | 5   | 5   | 4   | 3   | 9   | 5   | 84   |
| 6.       | 29     | Racing Team Nederland     | 4   | 10  | 3   | 6   | 5   | 6   | 67   |
| 7.       | 70     | Realteam Racing           | 6   | 7   | 7   | 7   | 7   | 7   | 50   |
| 8.       | 21     | DragonSpeed USA           | 7   | 8   | 6   | 5   | 11  | 10  | 42,5 |
| 9.       | 1      | Richard Mille Racing Team | 8   | 6   | 8   | Ki  | 6   | 9   | 31   |
| 10.      | 20     | High Class Racing         | 9   | 9   | 9   | 8   | 8   | 8   | 25   |
| 11.      | 44     | ARC Bratislava            | Ki  | 11  | 10  | 9   | 10  | 11  | 8    |
| Helyezés | Egység | Csapat                    | SPA | POR | MNZ | LMS | BHR | BHR | Pont |

#### LMP2 Pro/Am csapatok
| Helyezés | Egység | Csapat                | SPA | POR | MNZ | LMS | BHR | BHR | Pont |
| -------- | ------ | --------------------- | --- | --- | --- | --- | --- | --- | ---- |
| 1.       | 29     | Racing Team Nederland | 1   | 4   | 1   | 2   | 1   | 1   | 167  |
| 2.       | 70     | Realteam Racing       | 2   | 1   | 3   | 3   | 2   | 2   | 146  |
| 3.       | 21     | DragonSpeed USA       | 3   | 2   | 2   | 1   | 5   | 4   | 138  |
| 4.       | 20     | High Class Racing     | 4   | 3   | 4   | 4   | 3   | 3   | 109  |
| 5.       | 44     | ARC Bratislava        | Ki  | 5   | 5   | 5   | 4   | 5   | 72   |
| Helyezés | Egység | Csapat                | SPA | POR | MNZ | LMS | BHR | BHR | Pont |

#### LMGTE Am csapatok
| Helyezés | Egység | Csapat                | SPA | POR | MNZ | LMS | BHR | BHR | Pont |
| -------- | ------ | --------------------- | --- | --- | --- | --- | --- | --- | ---- |
| 1.       | 83     | AF Corse              | 1   | 10  | 1   | 1   | 5   | 1   | 150  |
| 2.       | 33     | TF Sport              | 2   | 7   | 12  | 2   | 1   | Ki  | 90,5 |
| 3.       | 77     | Dempsey-Proton Racing | Ki  | Ki  | 5   | 4   | 2   | 2   | 79   |
| 4.       | 56     | Team Project 1        | Ki  | 2   | 4   | Ki  | 3   | 3   | 78   |
| 5.       | 47     | Cetilar Racing        | 3   | 1   | 10  | Ki  | 9   | 4   | 75   |
| 6.       | 54     | AF Corse              | 4   | 3   | 7   | 7   | 7   | 6   | 71   |
| 7.       | 60     | Iron Lynx             | 9   | 5   | Ki  | 3   | 11  | 5   | 63,5 |
| 8.       | 98     | Aston Martin Racing   | 6   | 4   | 2   | Ki  | 4   | 10  | 58   |
| 9.       | 777    | D'station Racing      | 7   | Ki  | 3   | 5   | 10  | 7   | 51   |
| 10.      | 85     | Iron Lynx             | 8   | 6   | 8   | 6   | 8   | 8   | 46   |
| 11.      | 88     | Dempsey-Proton Racing | 5   | 9   | 6   | 8   | 12  | Ki  | 30,5 |
| 12.      | 86     | GR Racing             | Ki  | 8   | 9   | 9   | 6   | 9   | 21   |
| 13.      | 46     | Team Project 1        | Vi  |     | 11  | Ki  |     |     | 0,5  |
| Helyezés | Egység | Csapat                | SPA | POR | MNZ | LMS | BHR | BHR | Pont |